# سرگیفکا (شهرستان اوفیمسکی، باشقیرستان)
سرگیفکا (انگلیسی: Sergeyevka, Ufimsky District, Republic of Bashkortostan) یک شهرک در شهرستان اوفیمسکی استان باشقیرستان کشور روسیه است.